# Trichoscypha acuminata
Trichoscypha acuminata är en sumakväxtart som beskrevs av Adolf Engler. Trichoscypha acuminata ingår i släktet Trichoscypha och familjen sumakväxter. Inga underarter finns listade i Catalogue of Life.